# James Lindsay
James Lindsay (Ogdensburg, 8 juni 1979) is een Amerikaans wiskundige en schrijver. Zijn schrijversnaam is James A. Lindsay.
Lindsay is door zijn deelname aan de wrokwetenschappen-affaire bekend geworden. Hij is de oprichter van de website New Discourses.

## Vroege leven
Lindsay werd in 1979 te Ogdensburg in New York geboren. Op vijfjarige leeftijd verhuisde hij naar Maryville in Tennessee. In 1997 studeerde Lindsay af aan de 'Maryville High School'. Hij behaalde een BS in fysica aan de 'Tennessee Technological University' in 2001 en een MS in wiskunde in 2003. In 2010 doctoreerde hij er in wiskunde. De titel van zijn proefschrift luidde Combinatorial Unification of Binomial-Like Arrays en zijn promotor was Carl G. Wagner.

## Schrijverscarrière
Lindsay begon zijn schrijverscarrière met het schrijven over God en atheïsme. Omdat hij vanuit de Biblebelt schreef, nam hij het pseudoniem James A. Lindsay aan. Lindsay schreef vier boeken over het onderwerp waaronder God Doesn't; We Do: Only Humans Can Solve Human Challenges en Dot, Dot, Dot: Infinity Plus God Equals Folly.
In 2017/18 was Lindsay een van de uitvoerders in de wrokwetenschappen-affaire, samen met Helen Pluckrose en Peter Boghossian, een affaire waarbij nepartikelen bij tal van vaktijdschriften over cultuur, gender, queer en ras werden ingediend. Hoewel werd gesproken over een "hoax" of een "gecoördineerde rechtse aanval" beschouwt Lindsay zichzelf als sociaalliberaal.
In 2020 verscheen Cynical Theories. Lindsay schreef het boek samen met Helen Pluckrose. Het verscheen op de bestsellerlijsten van The Wall Street Journal, USA Today en Publishers Weekly. Steven Pinker schreef dat het boek "de verrassend oppervlakkige intellectuele wortels van de beweging die onze cultuur lijkt te overspoelen blootlegt." Door de Financial Times werd Cynical Theories een van de beste boeken van 2020 genoemd. Het boek verscheen bij The Times in een lijst van de 'Best political and current affairs books of the year 2020'.
Lindsay schrijft voor het webmagazine 'Aero Magazine'. Hij is de oprichter van de website New Discourses.